# Vevstake

Romersk såg. Den äldsta kända maskin som kombinerar en vevaxel med en vevstake.

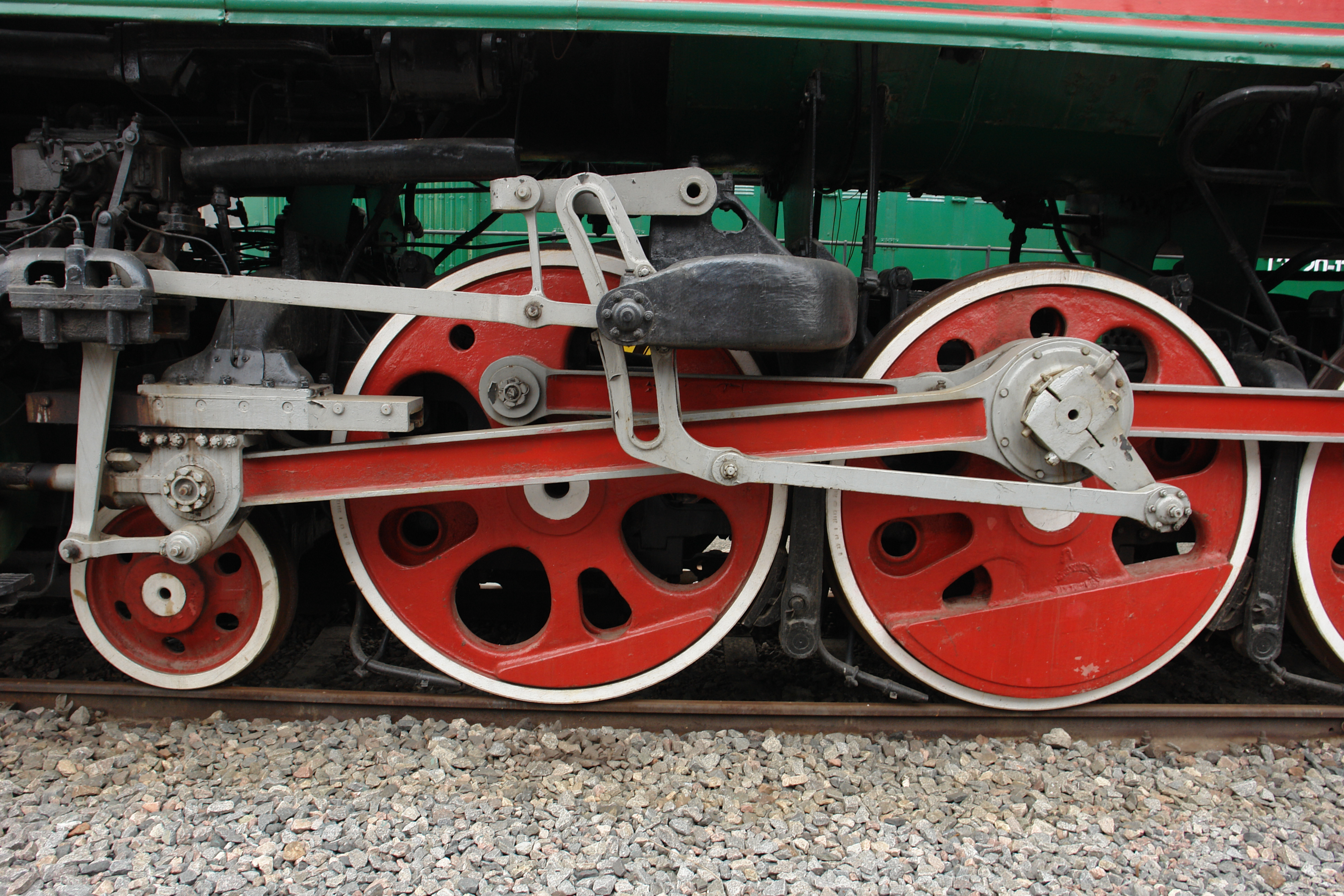
Ånglok. Den långa röda stången, som försvinner ut till det tredje drivhjulet till höger, är koppelstången (som för över kraft och rörelse från det mellersta hjulet till de båda övriga). Den kortare röda stången, hitom koppelstången, mitt i bilden är vevstaken som överför kolvstångens (som skymtar i bildens vänsterkant) linjära rörelse till det mellersta hjulet. (De gråa stängerna driver ventiler och utgör även utgör en mekanism med vilken man kan byta riktning - framåt eller bakåt - och det lilla hjulet till vänster är bara ett stödhjul.)

Animation av ett ånglok. Vevstaken förbinder kolvstången vid 5 med det mellersta hjulet vid 2. (Loket kör åt höger, till skillnad från det i bilden ovanför.)

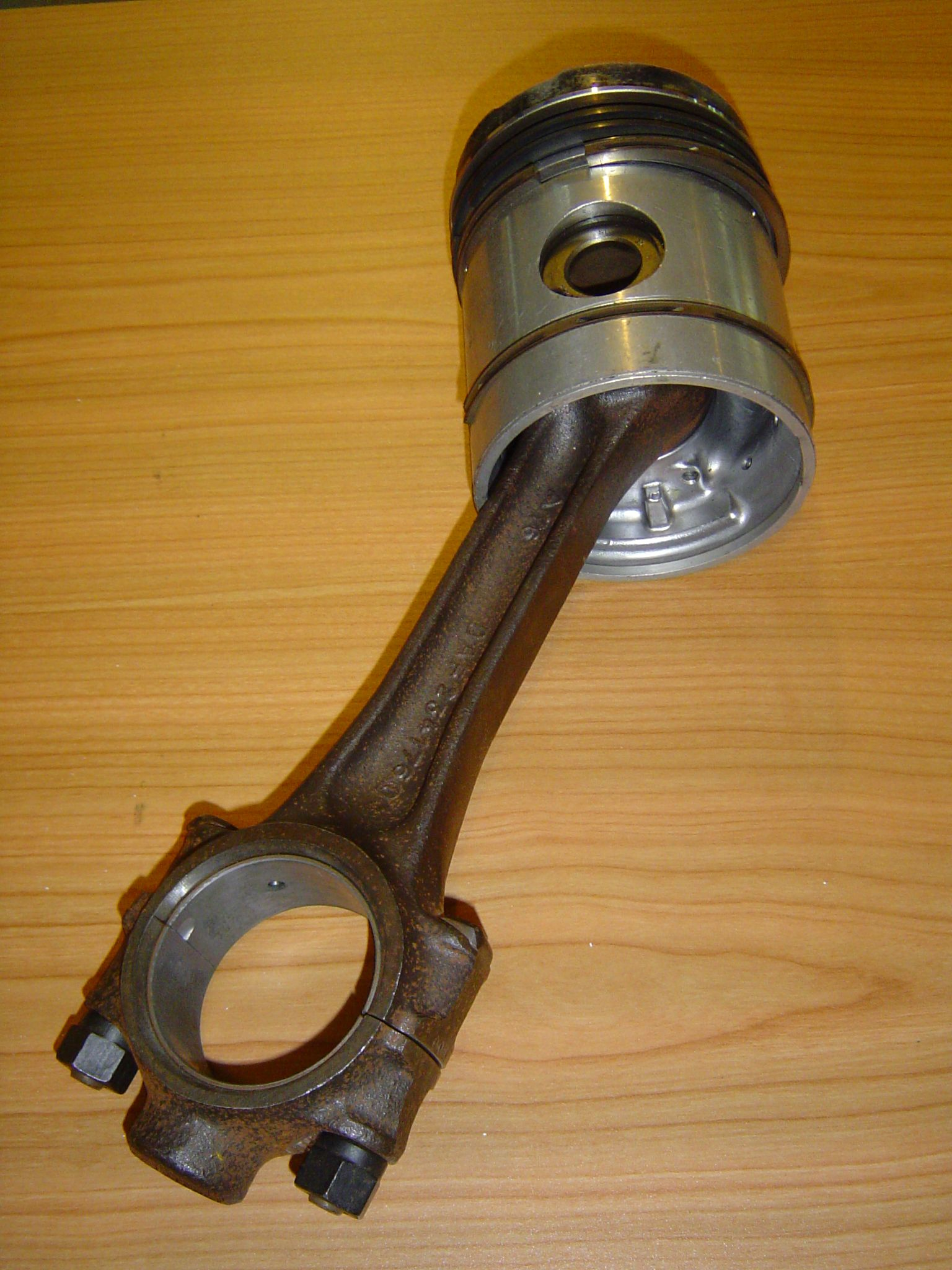
Vevstake med kolv till en kolvmotor. Observera kolvbulten och fastskruvade lageröverfallet

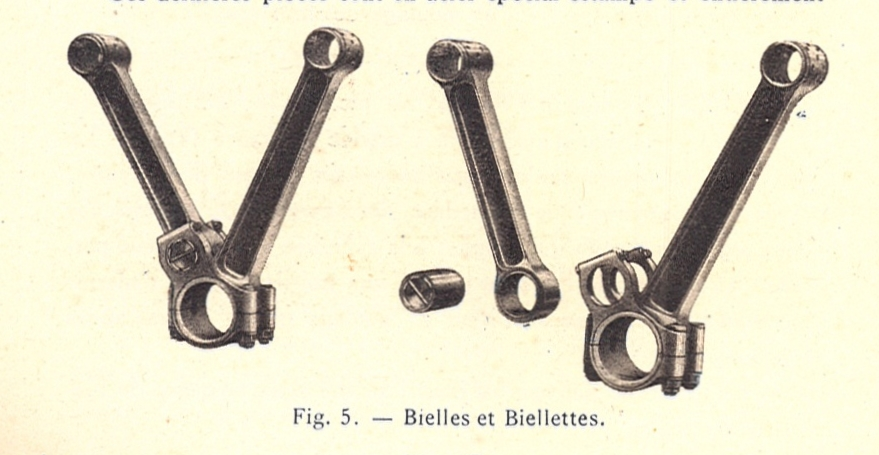
Gaffelvevstakar i en flygmotor från första världskriget. Observera att den ena vevstaken är lagrad i den andra.

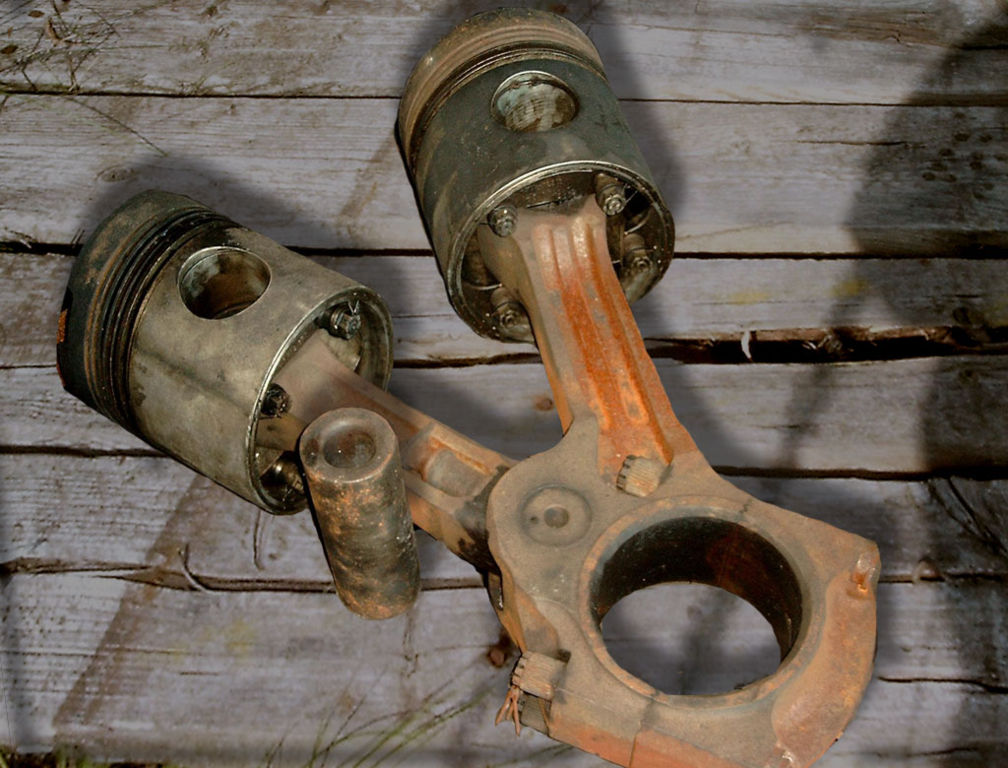
Gaffelvevstake till dieselmotorn 1-5D 49 i det ryska dieselloket TE109

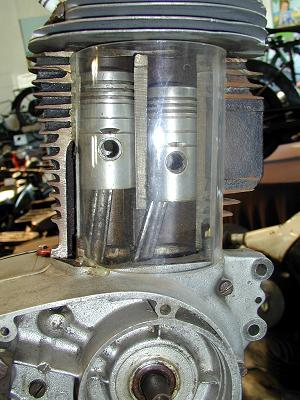
Gaffelvevstakar till en 2-cylindrig Puch-moped med parallella cylindrar

Vevstake är ett maskinelement som överför linjär rörelse mellan till exempel en kolv eller ett verktyg och en cirkulär rörelse hos en vevaxel.
Överföringen är reversibel. I till exempel en ångmaskin eller kolvmotor är det kolven som påverkar drivaxeln medan det i till exempel en symaskin eller fryskompressor är motoraxeln som påverkar kolven/verktyget.

## Funktion
- Överföra den vanligen mycket höga tryckkraften och klara även de stora dynamiska krafterna i sidled.
- Vara tålig mot utmattningsbrott. En fryskompressor till exempel går med högt varv halva tiden under mer än 15 år utan service.
- I vissa fall, till exempel V-motorer och stjärnmotorer kan två eller flera vevstakar dela på lagring i samma vevsläng på vevaxeln.
- I vissa fall överföra smörjmedel från hål i vevaxelns lageryta till hål i kolvbultens lageryta.
- Vid till exempel stora 2-takts katedraldieslar i fartyg kan vevstaken vara delad i dels en pistong, som rör sig linjärt genom en tvärbalk och dels en undre vevstake, som rör sig cirkulärt med vevaxeln. Syftet är att få en gastät vägg mellan vevhuset och kolvens undersida.

## Konstruktion
Vevstaken består av tre delar:
- Lagring mot kolven (eller till exempel ett verktyg). Oftast ett glidlager i en kolvbult. Kan i vissa mindre motorer och pumpar vara ett nållager. Kolvbulten pressas in och låses av en låsring eller pressförband
- Lagring mot vevaxelns vevsläng. Vanligen ett glidlager. Vanligen utformad som ett U med ett lageröverfall som fästs med 2 skruvar. Snittytan kan vara vinklad för att underlätta montering. Ofta är toleranserna snäva så att vevstake och lageröverfall är märkta för att passa ihop. Vid flera vevstakar på samma vevsläng är en vevstake lagrad i vexaxeln medan de andra lagras i den vevstaken. Se figur.
- Stången mellan lagren. Har oftast I-balksprofil.

Vevstakarna tillverkas vanligen av smidesstål. 